# قسيم عضلي

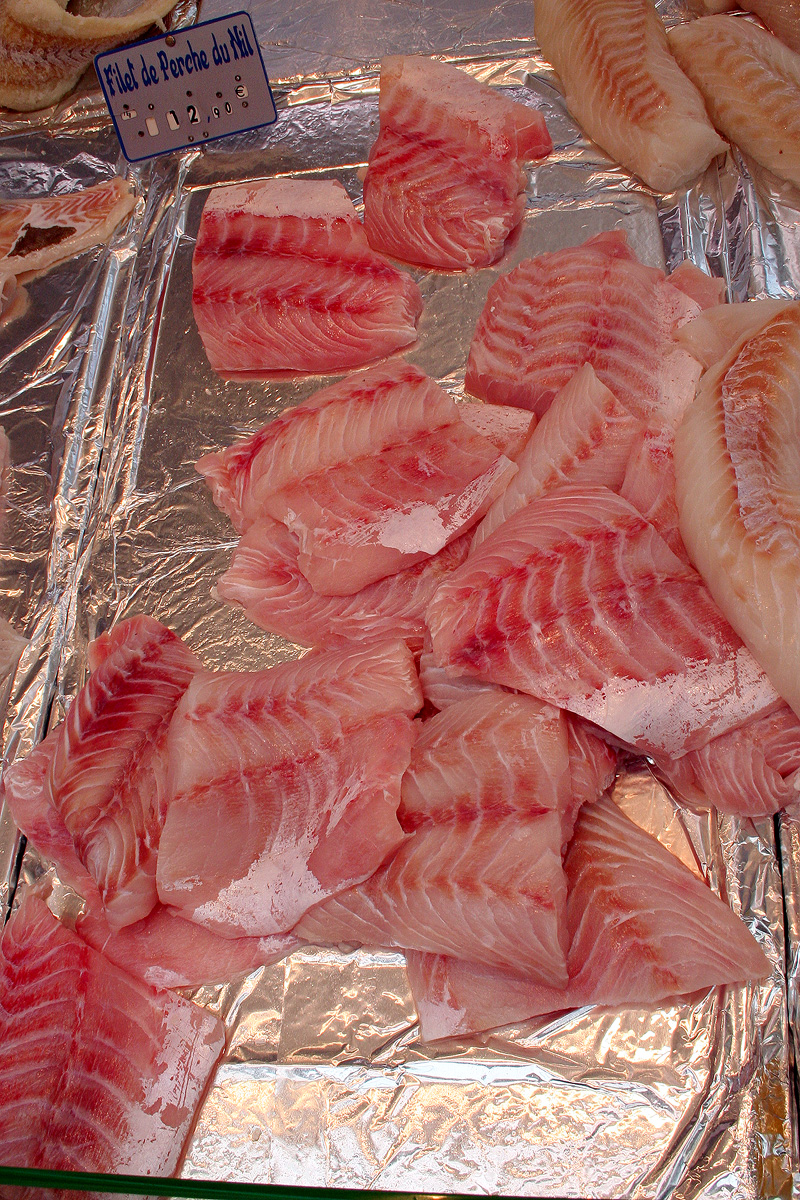
شرائح الفيليه تُظهر هيكل القسيمات العضلية

القسيم عضلي أو البضعة العضلية أو  القسيمة العضلية (بالإنجليزية: Myomere)‏ هي كُتل من النسيج العضلي الهيكلي تُوجد بشكلٍ شائع في الحبليات، وعادةً ما تكون مُتعرجة، بحيثُ تكون الألياف العضلية على شكل V أو W. تُفصل القسيمات العضلية عن بعضها البعض بواسطة أنسجة ضامة، ويمُكن مشاهدتها بسهولة في يرقات الأسماك أو في سمندل الكهوف الأوروبي. تُستخدم عدد القسيمات العضلية في بعض الأوقات لتحديد العينات، وذلك لأنَّ عدد هذه القسيمات يتوافق مع عدد الفقرات في الأفراد البالغة.